# Стара Оржиця
Стара́ О́ржиця — село в Україні, в Броварському районі Київської області. Населення  751 особа. Входить до складу Згурівської селищної громади.

## Історія
Засноване в 1716 році. Свято-Успенська церква була збудована у XVIII столітті. Будівлю після Жовтневого перевороту дуже спотворили радянські активісти-атеїсти: баню розібрали, зробили примітивний дах, а до головного притвору прибудували додаткове приміщення. У 90-х роках ХХ століття храм повернули парафіянам. Було зроблено реконструкцію, а поряд із церквою звели цегляну дзвіничку.”
1859 - село Оржиця, 316 дворів, 1940 жителів.
Село постраждало в результаті геноцида українського народу Голодомора 1932-33 рр. Кількість постраждалих - 200 осіб.
До 2020 року село входило в склад Згурівського району, та мало власну сільську раду. З 17.07.2020 р. входить до складу Броварського району, Київської області згідно з постановою Верховної Ради України "Про утворення та ліквідацію районів".
В 2022 році в процесі дерусифікації було перейменовано вулицю Гагаріна на вул. Паркова.

## Географія
Селом протікає річка Гнила Оржиця, що бере початок між Щасливим та Старою Оржицею.

## Особистості
- Дорошенко Микола Петрович (1958) — український дипломат. Надзвичайний і Повноважний Посол України в Киргизькій Республіці (2015-2017)
- Медуниця Михайло Михайлович (1938—2009) — український письменник та журналіст,
- Опришко Віталій Федорович (*1942) — український правознавець. Декан юридичного факультету Київського національного економічного університету імені Вадима Гетьмана (1999-2017). Доктор юридичних наук (1984), професор (1987), заслужений діяч науки і техніки України (1992). Член-кореспондент Національної академії наук України (1997).